# 실황 떠벌이 파로디우스
《실황 떠벌이 파로디우스》(実況おしゃべりパロディウス 짓쿄 오샤베리 파로디우스[*])는 코나미가 개발한 패러디 슈팅 게임 시리즈 중 네 번째 게임으로, 세가 새턴과 플레이스테이션에서는 《실황 떠벌이 파로디우스 ~forever with me~》(実況おしゃべりパロディウス 〜フォーエバー・ウィズ・ミー〜)라는 제목으로 출시되었다. 게임플레이는 스타일적으로 《그라디우스》 시리즈와 매우 비슷하지만 그래픽과 음악은 의도적으로 우스꽝스럽게 만들었다. 이름에서 볼 수 있듯이 이 게임은 게임 쇼 호스트와 비슷한 스타일의 많은 양의 일본 음성 샘플이 포함되어 있다. 이전의 두 개의 타이틀과 달리 실황 《떠벌이 파로디우스》는 아케이드 게임으로 만들어지지 않았다. 1995년에 슈퍼 패미컴용으로 처음 출시되었으며 이후 1996년에 플레이스테이션과 세가 새턴용으로 포팅 및 업데이트되었다.